# Michaił Diterichs
Michaił Konstantinowicz Diterichs (Михаил Константинович Дитерихс; ur. 5 maja?/17 maja 1874 w Sankt Petersburgu, zm. 9 września 1937 w Szanghaju) – rosyjski wojskowy, generał armii carskiej, a następnie kluczowa osoba ruchu białych na Syberii.

## Życiorys
Urodził się w rodzinie szlacheckiej jako syn generała. Od 1 września 1892 służył w rosyjskiej armii, 1900 ukończył z 1 lokatą Nikołajowską Akademię Sztabu Generalnego, był starszym adiutantem sztabu 2 Dywizji Grenadierów, 1902-1904 ober-oficerem, następnie sztab-oficerem przy sztabie 17 Korpusu Armijnego, a 1906-1909 przy sztabie 17 Korpusu Armijnego. W latach 1904–1905 brał udział w wojnie rosyjsko-japońskiej. W 1908 został skierowany do 8 Pułku Łubieńskiego, 1909-1910 był sztab-oficerem przy sztabie Kijowskiego Okręgu Wojskowego, 1910-1913 starszym adiutantem sztabu tego okręgu, 30 czerwca 1913 został szefem Wydziału Mobilizacyjnego Sztabu Generalnego Armii Imperium Rosyjskiego. 30 września 1914 został generalnym kwatermistrzem sztabu 3 Armii, od 28 października do 12 listopada 1914 pełnił obowiązki szefa sztabu 3 Armii, 19 marca 1915 został p.o. generalnego kwatermistrza, a 1 kwietnia 1915 generalnym kwatermistrzem sztabu Frontu Południowo-Zachodniego w I wojnie światowej. Od 28 maja 1916 dowodził 2 Specjalną Brygadą Piechoty skierowaną wkrótce na front salonicki, a od końca października 1916 Zjednoczoną Dywizją Franko-Rosyjską (od listopada 1916 w składzie armii serbskiej), w lipcu 1917 został odwołany z frontu i skierowany do sztabu Piotrogrodzkiego Okręgu Wojskowego, od 24 do 27 sierpnia 1917 był szefem sztabu Osobnej Armii Piotrogrodzkiej, a od 27 do 31 sierpnia 1917 szefem sztabu 3 Korpusu Konnego gen. Aleksandra Krymowa. Po stłumieniu tzw. puczu gen. Ławra Korniłowa został generalnym kwatermistrzem Stawki Najwyższego Dowództwa (od 10 września do 3 listopada 1917), od 3 do 8 listopada 1917 był p.o. szefa sztabu Najwyższego Dowództwa, 8 listopada 1917 skierowany do dyspozycji szefa sztabu Frontu Kaukaskiego.
Od marca 1918 do stycznia 1919 był szefem sztabu Korpusu Czechosłowackiego, kierował jego ewakuacją do Europy przez Władywostok, po buncie Korpusu (25 maja 1918) i likwidacji władzy bolszewickiej na Syberii w czerwcu 1918 brał aktywny udział w odebraniu bolszewikom Władywostoku i obwodu nadmorskiego.
8 stycznia 1919 przeszedł ze służby w Korpusie Czechosłowackim do służby u rosyjskiego admirała Aleksandra Kołczaka, od stycznia 1919 nadzorował śledztwo w sprawie morderstwa rodziny cara Mikołaja II i jego rodziny w Jekaterynburgu i innych członków carskiej rodziny w Ałapajewsku. Jednocześnie od stycznia do 4 lutego 1919 był szefem sztabu rosyjskich wojsk Frontu Zachodniego wojny domowej w Rosji, od 20 czerwca do 4 listopada 1919 dowódcą "białego" Frontu Wschodniego, tymczasowo od 10 sierpnia do 6 października 1919 pełnił też obowiązki szefa sztabu Najwyższego Dowództwa i od 12 sierpnia do 6 października 1919 - ministra wojny w syberyjskim rządzie Kołczaka. W wyniku rozbieżności zdań z Kołczakiem co do taktyki, złożył dymisję. Był jednym z organizatorów "Drużyn Świętego Krzyża". Od 8 maja do 1 lipca 1920 był przewodniczącym Narady Wojennej Sił Zbrojnych Wschodniego Krańca Rosji atamana Grigorija Siemionowa, następnie pozostawał w rezerwie, 6 sierpnia 1921 na zebraniu Nadamurskiego Soboru Ziemskiego został Najwyższym Władcą Nadamurskiego Zjednoczenia Państwowego, od 1 czerwca do 8 sierpnia 1922 dowodził wojskami i marynarką Nadamurskiej Władzy Tymczasowej, w końcu października 1922 po rozbiciu sił zbrojnych białych przez Armię Czerwoną ewakuował się do Korei, a następnie do Chin. W Szanghaju pracował jako główny kasjer Banku Franko-Chińskiego, był honorowym członkiem Zgromadzenia Oficerskiego.

## Awanse
- Podporucznik (8 sierpnia 1894)
- Porucznik (7 sierpnia 1897)
- Sztabskapitan (6 maja 1900)
- Kapitan (14 kwietnia 1902)
- Podpułkownik (17 kwietnia 1905)
- Pułkownik (6 grudnia 1909)
- Generał Major (1 stycznia 1916)

## Odznaczenia
- Order Świętej Anny I klasy (26 stycznia 1916)
- Order Świętej Anny II klasy z Mieczami (7 lipca 1917)
- Order Świętej Anny III klasy z Mieczami i Kokardą (18 września 1904)
- Order Świętego Włodzimierza II klasy z Mieczami (1 grudnia 1916)
- Order Świętego Włodzimierza III klasy (1915)
- Order Świętego Włodzimierza IV klasy z Mieczami i Kokardą (2 lutego 1905)
- Order Świętego Stanisława I klasy z Mieczami (8 października 1915)
- Order Świętego Stanisława II klasy z Mieczami (6 kwietnia 1905)
- Order Świętego Stanisława III klasy (1902)
- Legia Honorowa (Francja, 10 stycznia 1917)
- Croix de Guerre rues palme (Francja, 19 października 1916)